# Ambrosiana Orosius
L'Ambrosiana Orosius (connu aussi sous le nom de Bobbio Orosius) (Milan, Biblioteca Ambrosiana MS D. 23. Sup.) est un manuscrit de style insulaire daté du début du VIIe siècle. Il est connu comme contenant la plus ancienne page tapis de l'histoire de l'enluminure occidentale. 

## Historique
Le manuscrit provient de l'abbaye de Bobbio, au nord de l'Italie, fondée en 614 par le moine irlandais saint Colomban. Il a probablement été copié dans le scriptorium du monastère italien, peu de temps après la fondation de ce dernier, au début du VIIe siècle. Le parchemin utilisé pour sa fabrication est de double origine à la fois continentale et insulaire. Le texte est écrit dans une écriture de type majuscule irlandaise conforme aux autres manuscrits insulaires de cette époque. 
L'ouvrage est mentionné dans l'inventaire de la bibliothèque de l'abbaye en 1461 au numéro 51 et contient un ex-libris du XVe siècle sur sa première page (f.2). Il est donné par les moines du monastère à Federico Borromeo en 1606 qui l'intègre aux collections de la Bibliothèque Ambrosienne. 

## Description

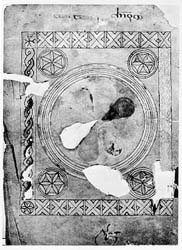
Page-tapis du Bobbio Orosius.

Le manuscrit contient les deux premiers livres du Historiarum adversum paganos (Histoires contre les païens) de Paul Orose. Il est composé de  48 folios de 230 mm sur 160 mm de dimensions. Il est décoré de la plus ancienne page tapis actuellement conservée, placée en frontispice du manuscrit (f.1v.) : il s'agit d'une grande rosette centrale et de quatre rosettes placées aux quatre angles intégrées dans un cadre presque carré. Elle est tracée de couleurs rose, jaune, vert et peut-être orange, même si la page est très abîmée. Le début du texte au folio 2 est écrit en grandes capitales tracées en rose et orange. Ces décorations incorporent plusieurs modèles d'origine insulaire. 